# Psilotris alepis
Psilotris alepis es una especie de peces de la familia de los Gobiidae en el orden de los Perciformes.

## Morfología
Los machos pueden llegar a alcanzar los 2,4 cm de longitud total.

## Hábitat
Es un pez de mar, de clima tropical y asociado a los  arrecifes de coral que vive hasta los 5 m de profundidad.

## Distribución geográfica
Se encuentra en el Atlántico occidental: las Bahamas, Cuba, Saint Croix y Yucatán (México ).

## Observaciones
Es inofensivo para los humanos. 